# 東の海

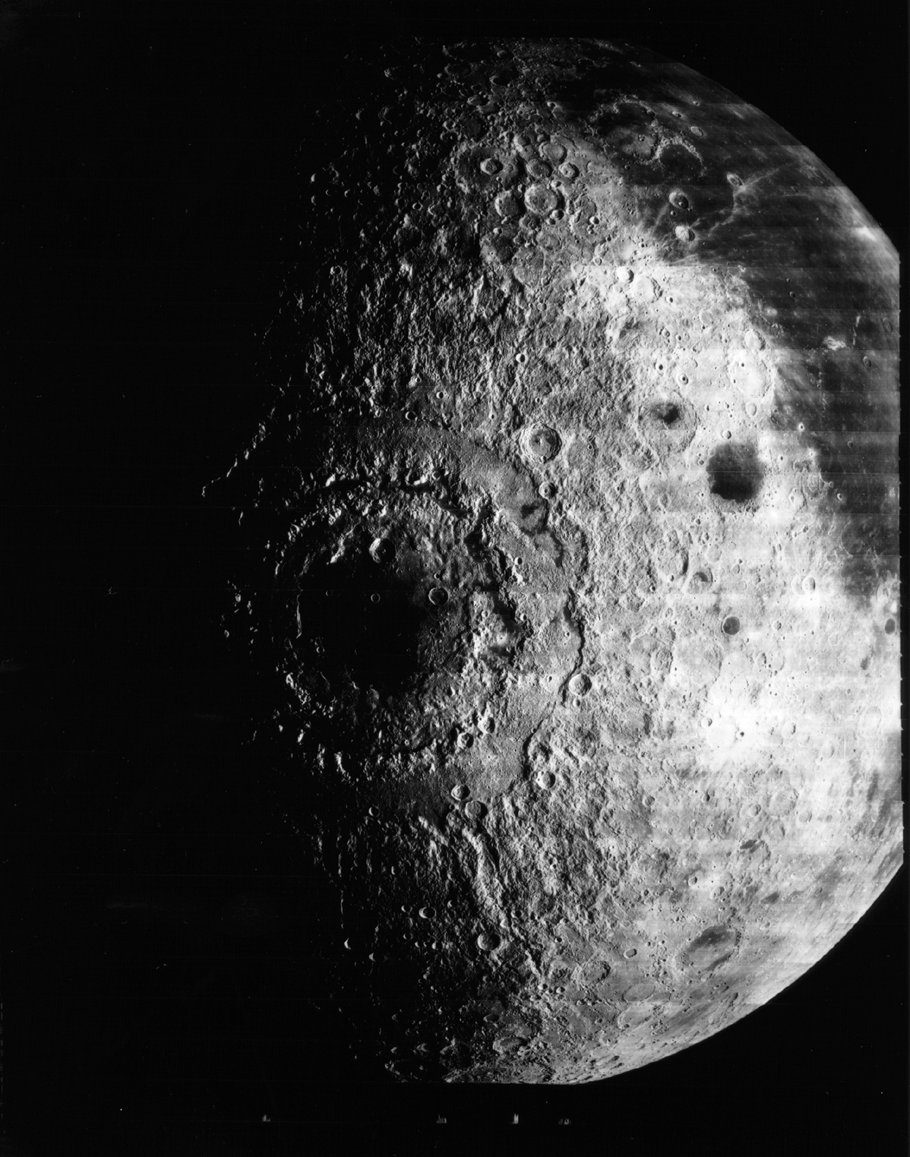
ルナ・オービター4号が1967年に撮影した東の海

東の海（ひがしのうみ、ラテン語: Mare Orientale）は月の海の一つ。的のような三重の同心円状をしている。外側の直径は約900km。月の表側の西端（裏側の東端）に位置する。月面緯度は南緯19.4度、月面経度は西経92.8度。地球からの観測は角度的に困難である。この位置は縁の海の対蹠点に当たる。
アポロ計画において土壌のサンプルが得られなかったため、正確な形成時期は不明である。しかしながら月の海としては最も新しく、雨の海（38.5億年前に形成された）より更に若い地域だと信じられている。周囲の物質は前期インブリウム代のもので、海自体は後期インブリウム代のものである。
三重のリング構造（多重リングクレーター）は小惑星サイズの天体の衝突により月の地表が波打って形成された。月の海としては比較的玄武岩が少ない。中心部を覆う玄武岩の層はおそらく厚さ1km未満で、これは地球側にある他の海と比べて極めて薄い。外側の環はモンテス・コルディレラ（Montes Cordillera）、内側の二つはモンテス・ルーク（Montes Rook）という山脈を成す。